# Hypocacculus dyolofensis
Hypocacculus dyolofensis är en skalbaggsart som beskrevs av Yves Gomy 2004. Hypocacculus dyolofensis ingår i släktet Hypocacculus och familjen stumpbaggar. Inga underarter finns listade i Catalogue of Life.